# UFC Hall of Fame
Pour les articles homonymes, voir Hall of Fame.
L'UFC Hall of Fame, ou Temple de la renommée de l'UFC en français, est un temple de la renommée honorant les combattants, personnalités et moments clés autour des arts martiaux mixtes (MMA) liés à la promotion américaine de l'Ultimate Fighting Championship (UFC). Créé lors de l'année 2003, ce dernier regroupe également les différents honneurs de la Pride Fighting Championships, World Extreme Cagefighting ainsi que Strikeforce, d'anciennes promotions rachetées par l'UFC et ses sociétés mères.

## Situation géographique
Le Temple de la renommée est situé dans une zone non incorporée (Enterprise) dans la périphérie de Las Vegas aux États-Unis, plus précisément au sein de la Performance Institute, l'établissement officiel de l'Ultimate Fighting Championship (UFC).

## Histoire
Créé le 21 novembre 2003 lors de l'UFC 45 à Uncasville (Connecticut) marquant le dixième anniversaire de l'UFC, le Temple de la renommée intronise ses premiers combattants avec le brésilien Royce Gracie ainsi que l'américain Ken Shamrock.
Lors de l'année 2015, l'organisation effectue une refonte de son Temple de la renommée. Cette dernière annonce introniser chaque juillet à l'occasion du gala de la Semaine internationale de combat annuelle de l'UFC, plusieurs légendes et divise en quatre catégories les nommés,.
- les « combattants pionniers » : commémorant les innovateurs originaux des arts martiaux mixtes, devenus professionnels avant l'avènement des règles unifiées.
- les « combattants de l'ère moderne » : commémorant les champions ayant effectué leurs débuts professionnelles à l'ère des règles unifiées (entrées en vigueur le 28 novembre 2000, lors de l'UFC 28).
- les « combats » : mettant en avant les affrontements considérés comme les plus importants et mémorables sur le plan historique.
- les « contributeurs » : reconnaissant les contributions exceptionnelles en dehors de la compétition active.

## Membres
Les tableaux suivants regroupent l'ensemble des combattants, personnalités et moments clés introduis au sein du Temple de la renommée de l'UFC.

### Combattants pionniers
| #  | Nom | Nom                      | Intronisation                                               | Distinctions reconnues par l'UFC |
| -- | --- | ------------------------ | ----------------------------------------------------------- | --- |
| 1  |     | Royce Gracie             | 21 novembre 2003 - (lors de UFC 45)                         | Vainqueur du tournoi UFC 1 - UFC 2 - UFC 4 |
| 2  |     | Ken Shamrock             | 21 novembre 2003 - (lors de UFC 45)                         | Champion UFC Superfight avec deux défenses - Finaliste du tournoi UFC 3 - Champion Pancrase Openweight avec une défense - Vainqueur du tournoi King of Pancrase |
| 3  |     | Dan Severn               | 16 avril 2005 - (lors de UFC 52)                            | Champion de l'UFC Superfight - Vainqueur du tournoi UFC 5 - Vainqueur du tournoi Ultimate Ultimate 1995 |
| 4  |     | Randy Couture            | 24 juin 2006 - (lors de la finale de l'Ultimate Fighter 3)  | Trois fois champion UFC poids lourds avec trois défenses - Deux fois champion UFC poids mi-lourds - Champion intérimaire UFC mi-lourds - Vainqueur du tournoi UFC 13 poids lourds - Premier combattant à détenir deux titres de champion UFC dans deux divisions différentes |
| 5  |     | Mark Coleman             | 1er mars 2006 - (lors de l'UFC 82)                          | Premier champion poids lourds de l'histoire de l'UFC - Vainqueur du tournoi UFC 10 - Vainqueur du tournoi UFC 11 - Vainqueur du tournoi Pride Grand Prix 2000 Finals |
| 6  |     | Chuck Liddell            | 11 juillet 2009 - (lors de l'UFC 100)                       | Champion unique des poids lourds légers de l'UFC avec quatre défenses |
| 7  |     | Matt Hughes              | 29 mai 2010 - (lors de l'UFC 114)                           | Deux fois champion poids mi-moyens UFC avec sept défenses |
| 8  |     | Tito Ortiz               | 7 juillet 2012 - (lors de l'UFC 148)                        | Champion unique des poids lourds légers de l'UFC avec cinq défenses |
| 9  |     | Pat Miletich             | 5 juillet 2014 - (lors de l'UFC 175)                        | Premier champion poids mi-moyens de l'histoire de l'UFC - Champion poids mi-moyens de l'histoire de l'UFC avec quatre défenses - Vainqueur du tournoi poids mi-moyens UFC 16 - Fondateur de Miletich Fighting Systems - Devenu entraîneur à succès                           |
| 10 |     | Bas Rutten               | 11 juillet 2015 - (lors de l'UFC 189)                       | Champion poids lourd UFC - Champion Pancrase Openweight avec deux défenses |
| 11 |     | Antônio Rodrigo Nogueira | 10 juillet 2016 - (lors de l'Expo des fans de l'UFC)        | Champion poids lourd Pride FC - Champion intérimaire poids lourd Pride FC - Champion intérimaire poids lourd UFC |
| 12 |     | Don Frye                 | 10 juillet 2016 - (lors de l'Expo des fans de l'UFC)        | Vainqueur du tournoi UFC 8 - Finaliste du tournoi UFC 10 - Vainqueur du tournoi UFC Ultimate Ultimate 1996 |
| 13 |     | Maurice Smith            | 6 juillet 2017 - (lors de la Cérémonie Hall of Fame 2017)   | Champion unique des poids lourds de l'UFC avec une défense - Champion des poids lourds Extreme Fighting avec une défense |
| 14 |     | Kazushi Sakuraba         | 6 juillet 2017 - (lors de la Cérémonie Hall of Fame 2017)   | Vainqueur du tournoi UFC Japan poids lourds - Record de victoires par soumission dans l'histoire du Pride FC - Plus long combat de l'histoire du Pride FC - Premier combattant à vaincre Royce Gracie                                                                        |
| 15 |     | Matt Serra               | 5 juillet 2018 - (lors de la Cérémonie Hall of Fame 2018)   | Champion poids mi-moyens UFC - Vainqueur du tournoi poids mi-moyens Ultimate Fighter 4 - Premier combattant à remporter à la fois un tournoi The Ultimate Fighter ainsi qu'un championnat UFC                                                                                |
| 16 |     | Rich Franklin            | 5 juillet 2019 - (lors de la Cérémonie Hall of Fame 2019)   | Champion des poids moyens de l'UFC avec deux défenses |
| 17 |     | Kevin Randleman          | 23 septembre 2021- (lors de la Cérémonie Hall of Fame 2020) | Champion poids lourd UFC avec une défense |

### Combattants de l'ère moderne
| #  | Nom | Nom                  | Intronisation                                                | Distinctions reconnues par l'UFC |
| -- | --- | -------------------- | ------------------------------------------------------------ | --- |
| 1  |     | Forrest Griffin      | 6 juillet 2013 - (lors de l'UFC 162)                         | Champion des poids lourds légers de l'UFC - Vainqueur du tournoi The Ultimate Fighter 1 mi-lourds                                                                                        |
| 2  |     | B.J. Penn            | 11 juillet 2015 - (lors de l'UFC 189)                        | Champion des poids mi-moyens de l'UFC - Champion des poids légers de l'UFC avec trois défenses - Co-vainqueur du tournoi des poids légers de l'UFC 41                                    |
| 3  |     | Urijah Faber         | 6 juillet 2017 - (lors de la Cérémonie Hall of Fame de 2017) | Champion poids plumes du WEC avec cinq défenses - (Premier intronisé poids coq) |
| 4  |     | Ronda Rousey         | 5 juillet 2018 - (lors de la Cérémonie Hall of Fame 2018)    | Première championne féminine de l'UFC - Championne des poids coqs de l'UFC avec six défenses - (Première femme intronisée)                                                               |
| 5  |     | Michael Bisping      | 5 juillet 2019 - (lors de la Cérémonie Hall of Fame 2019)    | Champion des poids moyens de l'UFC avec une défense - Vainqueur de l'Ultimate Fighter 3 mi-lourds - (Premier anglais intronisé)                                                          |
| 6  |     | Rashad Evans         | 5 juillet 2019 - (lors de la Cérémonie Hall of Fame 2019)    | Champion des poids lourds légers de l'UFC - Vainqueur de l'Ultimate Fighter 2 poids lourds                                                                                               |
| 7  |     | Georges Saint-Pierre | 23 septembre 2021 - (lors de la Cérémonie Hall of Fame 2020) | Trois fois champion des poids mi-moyens de l'UFC avec neuf défenses - Champion des poids moyens de l'UFC - (Premier canadien intronisé)                                                  |
| 8  |     | Khabib Nurmagomedov  | 30 juin 2022 - (lors de la Cérémonie Hall of Fame 2022)      | Champion des poids légers de l'UFC avec trois défenses - Invaincu - (Premier russe intronisé)                                                                                            |
| 9  |     | Daniel Cormier       | 30 juin 2022 - (lors de la Cérémonie Hall of Fame 2022)      | Champion unique des poids lourds de l'UFC avec une défense - Champion unique des poids lourds légers de l'UFC avec trois défenses - Vainqueur du Grand Prix des poids lourds Strikeforce |
| 10 |     | José Aldo            | 6 juillet 2023                                               | Premier champion poids plumes UFC - Double champion poids plumes UFC avec 7 défenses - Champion poids plumes WEC avec 2 défenses                                                         |
| 11 |     | Donald Cerrone       | 6 juillet 2023                                               | Challenger pour le titre des poids légers de l’UFC. Record du nombre de knockdowns dans l’UFC (20)                                                                                       |
| 12 |     | Maurício Rua         | 27 juin 2024                                                 | Champion des poids mi-lourds de l’UFC (2010-2011). Champion du PRIDE FC. |
| 13 |     | Joanna Jedrzejczyk   | 27 juin 2024                                                 | Championne des poids pailles de l'UFC (2015-2017) avec 5 défenses |
| 14 |     | Frankie Edgar        | 27 juin 2024                                                 | Champion des poids légers de l’UFC avec 3 défenses de titres (2010-2012) |
| 15 |     | Justin Gaethje       | Prochainement                                                | Champion intérimaire des poids légers de l’UFC. Champion des poids légers du WSOF avec 5 défenses (2014-2016). Second Vainqueur du titre symbolique BMF de l'UFC (2023).                 |

### Combats
| Combat                              | Lieu et date                              | Résultat | Date d'intronisation                                       |
| ----------------------------------- | ----------------------------------------- | --- | ---------------------------------------------------------- |
| Forrest Griffin vs. Stephan Bonnar  | Ultimate Fighter 1 du 9 avril 2005        | Griffin remporte le combat par décision unanime. Il marque un tournant vers l'acceptation généralisée du MMA en tant que sport populaire et légitime.                   | 6 juillet 2013 - lors de l'UFC 162                         |
| Matt Hughes vs. Frank Trigg n°2     | UFC 52 du 16 avril 2005                   | Hughes remporte le combat pour le championnat poids welter par soumission au round 1.                                                                                   | 11 juillet 2015 - lors de l'UFC 189                        |
| Mark Coleman vs. Pete Williams      | UFC 17 du 15 mai 1998                     | Williams remporte le combat par coup de pied à la tête (KO), le second dans l'histoire de l'UFC. L'un des plus gros bouleversements de l'histoire de l'UFC.             | 10 juillet 2016 - lors de l'UFC Expo des fans              |
| Mauricio Rua vs. Dan Henderson      | UFC 139 du 19 novembre 2011               | Henderson remporte le combat par décision unanime dans un va-et-vient. Deuxième combat sans titre en cinq rounds de l'histoire de l'UFC et premier à tenir la distance. | 5 juillet 2018 - lors de la Cérémonie Hall of Fame 2018    |
| Diego Sanchez vs. Clay Guida        | Ultimate Fighter 9 Finale du 20 juin 2009 | Sanchez remporte le combat par décision partagée dans un combat aller-retour en trois rounds dans la division des poids légers.                                         | 5 juillet 2019 - lors de la Cérémonie Hall of Fame 2019    |
| Jon Jones vs. Alexander Gustafsson  | UFC 165 du 21 septembre 2013              | Jones remporte le combat par décision unanime dans un combat serré en cinq rounds pour le championnat UFC poids mi-lourds.                                              | 23 septembre 2021 - lors de la Cérémonie Hall of Fame 2020 |
| Cub Swanson vs. Doo Ho Choi         | UFC 206 du 10 décembre 2016               | Swanson remporte le combat par décision unanime dans un combat aller-retour en trois rounds dans la division poids plumes.                                              | 30 juin 2022 - lors de la Cérémonie Hall of Fame 2022      |
| Israel Adesanya vs. Kelvin Gastelum | UFC 236 du 14 avril 2019                  | Adesanya remporte le combat par décision unanime dans un combat pour le titre intérimaire des poids moyens. Combat de l’année 2019.                                     | 9 février 2025 - lors de l’UFC 312                         |

### Contributeurs
| # | Nom | Nom               | Intronisation                                                | Contributions |
| - | --- | ----------------- | ------------------------------------------------------------ | --- |
| 1 |     | Charles Lewis Jr. | 11 juillet 2009 - (lors de l'UFC 100)                        | A fondé la première grande ligne de vêtements d'arts martiaux mixtes |
| 2 |     | Jeff Blatnick     | 11 juillet 2015 - (lors de l'UFC 189)                        | Commentateur - Commissaire de l'UFC - A aidé l'UFC à être réglementée par des commissions sportives                                                                                              |
| 3 |     | Bob Meyrowitz     | 10 juillet 2016 - (lors de l'Expo des fans de l'UFC)         | Co-créateur ainsi que copropriétaire de l'UFC de 1995 à 2001 |
| 4 |     | Joe Silva         | 6 juillet 2017 - (lors de la Cérémonie Hall of Fame 2017)    | Entremetteur UFC de 1997 à 2016 |
| 5 |     | Bruce Connal      | 5 juillet 2018 - (lors de la Cérémonie Hall of Fame 2018)    | Producteur de télévision UFC de 1997 à 2018 |
| 6 |     | Art Davie         | 5 juillet 2018 - (lors de la Cérémonie Hall of Fame 2018)    | Co-créateur et copropriétaire de l'UFC de 1993 à 1995 - Premier entremetteur de l'UFC |
| 7 |     | Marc Ratner       | 23 septembre 2021 - (lors de la Cérémonie Hall of Fame 2020) | Ancien directeur exécutif de la Nevada State Athletic Commission - Actuel vice-président des affaires réglementaires de l'UFC - Artisan du MMA légalisé dans 50 états américains et à l'étranger |